# Dominika Misterska
Dominika Misterska (Łódź, 20 luglio 1979) è un'ex sollevatrice polacca che ha gareggiato nelle categorie dei pesi leggeri (fino a 58 kg.), dei pesi medi (fino a 63 kg.) e dei pesi massimi leggeri (fino a 69 kg.).

## Carriera
Dopo aver ottenuto ottimi risultati a livello juniores, Dominika Misterska nel 1998 vinse la medaglia d'argento nella categoria dei pesi leggeri ai Campionati europei di Riesa con 190 kg. nel totale.
Nel 2001 fu medaglia d'argento nella categoria superiore dei pesi medi ai Campionati europei di Trenčín con 227,5 kg. nel totale.
Nel 2002, insieme alla compagna di squadra Aleksandra Klejnowska, fu coinvolta in un controverso caso di doping, per il quale entrambe subirono una squalifica di due anni.
Rientrata dalla squalifica, Misterska vinse un'altra medaglia d'argento ai Campionati europei di Kiev 2004 con 227,5 kg. nel totale.
L'anno seguente ottenne la sua quarta medaglia d'argento ai Campionati europei di Sofia con 220 kg. nel totale.
Nel 2006, dopo essere passata alla categoria superiore dei pesi massimi leggeri, ottenne la medaglia di bronzo ai Campionati europei di Władysławowo con 221 kg. nel totale.
Due anni dopo Misterska partecipò alla sua prima ed unica Olimpiade a Pechino 2008, ritornando alla categoria dei pesi medi e classificandosi al 10° posto finale con 211 kg. nel totale.
Ai Campionati mondiali di sollevamento pesi vanta come miglior risultato due quarti posti nella categoria dei pesi medi nelle edizioni di Antalya 2001 e Doha 2005.